# 와스디
와스디(페르시아어: واشتی, 히브리어: וַשְׁתִּי 바슈티)는 에스델기에서 페르시아 제국의 크세르크세스 1세의 황후로 등장하는 인물이다. 이름의 뜻은 ‘가장 좋은 것’ 또는 ‘아름다운 여자’이다. 그 미모가 탁월했고, 황제의 잔치에서 그 아름다움을 백성들과 신하들에게 보이라는 황명을 거절하여 폐위되었다고 전한다. 이런 까닭에 황후를 선발하기 위한 조서를 공포하는 것으로 에스델기는 시작된다. 이로서 에스델이 선발되어 황후가 된다.

## 에스더서
에스더서에서 와스디는 아하수에로 왕의 첫 번째 아내이다. 왕이 왕자와 귀족, 신하들을 위해 성대한 잔치를 베푸는 동안, 왕은 여자들을 위해 따로 잔치를 베풀었다. 잔치 일곱째 날, 왕의 마음이 “술로 즐거워”되자 왕은 일곱 명의 내시들에게 와스디의 아름다움을 과시하기 위해 와스디와 왕의 왕관을 쓴 손님들을 자기 앞으로 불러오라고 명령한다. 와스디가 오기를 거부하자 왕은 화를 낸다. 그는 조언자들에게 와스디가 불순종함으로 인해 어떤 형벌을 받아야 하는지 묻는다. 그의 조언자 므무간은 와스디가 왕에게뿐만 아니라 페르시아의 모든 남편들에게도 잘못을 저질렀다고 말하는데, 그 아내들은 와스디의 불순종한 행동으로 인해 격려를 받을 수 있다. 므무간은 아하수에로에게 와스디를 쫓아내고 다른 왕비를 찾도록 권유한다. 아하수에로스는 므무칸의 조언을 받아들여 남자들이 집안에서 지배해야 하는 모든 지방에 편지를 보낸다. 아하수에로는 와스디를 대신할 왕비로 에스더를 선택한다.
여왕 와스디의 모습을 나타내라는 아하수에로 왕의 명령은 여러 미드라쉬 자료에 의해 왕의 잔치 참석자들에게 옷을 벗고 나타나라는 명령으로 해석된다.